# 苏维埃陆军海军三十周年奖章
苏维埃陆军海军三十周年奖章（俄语：Юбилейная медаль «30 лет Советской Армии и Флота»）是苏联最高苏维埃主席团于1948年2月22日颁布法令设立的国家纪念章。以此纪念苏联陆海军建立30周年。有关此纪念章的法令在1980年7月18日被苏联最高苏维埃主席团修定。

## 颁授情况
苏维埃陆军海军三十周年奖章授予在1948年2月23日仍在苏联武装力量、内务部内卫部队、苏联国家安全部武装部队中服役和执勤的元帅、将军、海军将领、军官、军士、士官、海军士官、士兵和水兵。
该纪念章由各军事单位、院校指挥官代表苏联最高苏维埃主席团授予获奖人。每枚纪念章都附有证书，此证书为8厘米×11厘米的纸质小册子的形式，其中包含奖项的名称，获奖者的详细资料以及官方印章和签名。
苏维埃陆军海军三十周年奖章佩戴在左胸，当存在其他苏联勋章奖章时，应配戴在工农红军建立二十周年纪念章之后，苏联武装力量建立四十周年纪念章之前。如果佩戴了其它俄罗斯联邦勋章或奖章，则后者具有优先权。

## 奖章制式
奖章为圆形，直径32㎜，由黄铜制成。正面是列宁和斯大林的半身像，底部为罗马数字XXX。背面上部环绕四周刻有铭文：В ОЗНАМЕНОВАНИЕ ТРИДЦАТОЙ ГОДОВЩИНЫ，意为三十周年纪念。中间是铭文：СОВЕТСКОЙ АРМИИ И ФЛОТА，意为苏维埃陆军海军。底部是年份1918和1948.奖章的边缘镶有边框，铭文和图案为浮雕。